# Otto I. von Brehna
Otto I. von Brehna († 23. Dezember 1203 in Brehna) war Graf von Brehna, Gommern und Jessen (1182–1203).

## Biographie
Graf Otto I. von Brehna war der Sohn von Friedrich I. von Brehna und Hedwig von Böhmen-Jamnitz. Gemeinsam mit seinem Bruder Friedrich II. regierte er die Grafschaft Brehna. Ihrer Mutter stifteten sie gemeinsam Brehna als Witwensitz. Ebenfalls stifteten sie 1201 das Augustinerinnenkloster, das am 14. August 1201 mit der Erbauung begonnen wurde.
Der durch den plötzlichen Tod Heinrich VI. ausgelöste staufisch-welfische Thronstreit führte die Grafen Otto I. und Friedrich II. von Brehna auf die Seite König Philipps von Schwaben. 1203 kam es zu Auseinandersetzungen zwischen den streitenden Parteien, die auch das Brehnaer Gebiet betrafen. Der böhmische König Przemysl Ottokar I. und der Landgraf Hermann I. von Thüringen, die auf die welfische Seite übergewechselt waren, bedrängten mit ihren Truppen 1203 die Städte Halle und Magdeburg und verwüsteten Brehna und Wettin.
Otto I. konnte mit seinem Vetter, Graf Ulrich I. von Wettin, in den Kämpfen bei Landsberg und Zörbig die Gegner schlagen. Otto I. und Friedrich II. waren in Halle anwesend, als König Philipp von Schwaben am 22. Januar 1202 dem Kloster Petersberg einen Schutzbrief ausstellte. Am 23. Dezember 1203 starb Otto I. Er wurde im Kloster Brehna beigesetzt. Die Grafschaft Brehna verwaltete sein Bruder Friedrich II. nun allein.